# Sis dies de Würzburg
Els Sis dies de Würzburg era una cursa de ciclisme en pista, de la modalitat de sis dies, que es corria a Würzburg (Alemanya). Només es van disputar una edició.

## Palmarès
| Any  | Primers                  | Segons                   | Tercers                          |
| ---- | ------------------------ | ------------------------ | -------------------------------- |
| 1911 | Johann Hohe · Karl Wilde | Georg Barth · Hans Leiss | Matthias Prygodda · Otto Volrath |